# Shelgon
Shelgon (コモルー, Komoru na japanskom, Draschel na njemačkom i Drackhaus na francuskom) je jedan od 493 fiktivna Pokémon čudovišta iz istoimene franšize - serije videoigara, animea, manga, knjiga, igračkih karata i drugih medija koje je stvorio Satoshi Tajiri. Shelgon je debitirao zajedno s izlaskom Pokémon Rubya i Sapphirea kao Pokémon treće generacije.
Shelgon je poznat kao Pokémon izdržljivosti (Endurance) iz razloga što stalno stoji u oklopu i sanja kako bi razvio krila i postao prelijep zmaj. 
Shalgonovo ime dolazi od kombinacije engleskih riječi "shell" (oklop) i "dragon" (zmaj). Na japanskom jeziku dolazi od glagola "komoru" (篭る), što znači "osamiti se" ili "biti pod ključem".